# Pierre Palau
Pierre Léon Palau (13 de agosto de 1883-3 de diciembre de 1966) fue un actor, humorista y dramaturgo francés.

## Biografía
En 1921, Pierre Palau escribió la obra Les Détraqués, que se realizó en el Théâtre des Deux Masques de París con la actriz Blanche Derval en el papel principal.
En su historia de Novela publicada en 1928, André Breton informó sobre la fuerte impresión que le causó esta obra y la actriz. En su libro, reproduce dos fotografías del espectáculo y un retrato de Blanche Derval.
El texto que se benefició de la colaboración del neurólogo Joseph Babinski, del cual Breton fue asistente en 1917, fue reproducido en la revista Le Surréalisme, incluso en 1956.

## Filmografía

### Cine
- 1909 : Le Légataire universel de André Calmettes
- 1913 : Le Duel de Max de Max Linder
- 1913 : Rigadin ressemble au ministre de Georges Monca
- 1922 : Triplepatte de Raymond Bernard
- 1931 : Rien que la vérité de René Guissart : Richard
- 1931 : La Chance de René Guissart : el joyero
- 1931 : Quand te tues-tu ? de Roger Capellani
- 1932 : Monsieur Albert de Karl Anton
- 1932 : Le Truc du Brésilien de Alberto Cavalcanti
- 1932 : La Dame de chez Maxim's de Alexander Korda : Mongicourt
- 1932 : Coiffeur pour dames de René Guissart : Pluvinat
- 1932 : Côte d'Azur de Roger Capellani : Fondoy
- 1933 : Hortense a dit j'm'en f…, de Jean Bernard-Derosne
- 1933 : Faut réparer Sophie de Alexandre Ryder : Schermack
- 1933 : Les Deux Monsieur de Madame de Abel Jacquin y Georges Pallu: Oscar
- 1933 : Les Bleus du ciel de Henri Decoin
- 1933 : Knock, ou le triomphe de la médecine de Roger Goupillières : Dr. Parpalaid
- 1934 : Si j'étais le patron de Richard Pottier : Torrington
- 1934 : L'Hôtel du libre échange de Marc Allégret : comisario Boucard
- 1934 : Prince de minuit de René Guissart
- 1934 : Dactylo se marie de René Pujol y Joe May
- 1934 : Zouzou de Marc Allégret : Saint-Lévy
- 1935 : Tovaritch de Jacques Deval y Germain Fried : l'hôtelier
- 1935 : Touche à tout de Jean Dréville
- 1935 : Fanfare d'amour de Richard Pottier
- 1936 : Jeunes filles à marier de Jean Vallée
- 1936 : Le cœur dispose de Georges Lacombe
- 1936 : Jeunes filles de Paris de Claude Vermorel : Levaut, el farmacéutico
- 1936 : La Peau d'un autre de René Pujol : Jules Bongrand
- 1937 : La Belle de Montparnasse de Maurice Cammage : el barón Fléchard
- 1937 : La Reine des resquilleuses de Max Glass y Marco de Gastyne
- 1937 : La Dame de pique de Fedor Ozep : el banquero
- 1937 : L'Habit vert de Roger Richebé : Baron Benin
- 1937 : L'Homme de nulle part de Pierre Chenal : el caballero Titus
- 1938 : Vacances payées de Maurice Cammage: Issoire
- 1938 : Trois artilleurs à l'opéra de André Chotin
- 1938 : La Tragédie impériale de Marcel L'Herbier : Piotr
- 1938 : L'Affaire Lafarge de Pierre Chenal : Defoy
- 1938 : Carrefour de Curtis Bernhardt : el duque
- 1939 : Le Paradis des voleurs de Lucien-Charles Marsoudet : l'impresario
- 1939 : La Famille Duraton de Christian Stengel : Willy
- 1939 : La Charrette fantôme de Julien Duvivier : Monsieur Benoît
- 1941 : Ce n'est pas moi de Jacques de Baroncelli : Beaulieu
- 1942 : Annette et la dame blonde de Jean Dréville : el fotógrafo
- 1942 : Huit Hommes dans un château de Richard Pottier : el notario
- 1943 : Le Comte de Monte Cristo, : Edmond Dantès de Robert Vernay : el gobernador (no acreditado)
- 1943 : Picpus de Richard Pottier : Dr. Pierre
- 1943 : La Main du diable de Maurice Tourneur : el Diablo
- 1943 : Madame et le mort de Louis Daquin : Chabrol, el editor
- 1943 : Le Corbeau de Henri-Georges Clouzot : le receveur des PTT
- 1943 : La Ferme aux loups de Richard Pottier : 'el juez de instrucción
- 1943 : Je suis avec toi de Henri Decoin : el controlador
- 1944 : L'Aventure est au coin de la rue de Jacques Daniel-Norman : el barón
- 1944 : Florence est folle de Georges Lacombe : M. Borel
- 1945 : Les Enfants du paradis de Marcel Carné : el regidor del teatro de los funámbulos
- 1945 : La Fiancée des ténèbres de Serge de Poligny : el fotógrafo
- 1945 : Mademoiselle X de Pierre Billon : Victor
- 1945 : La Boîte aux rêves de Yves Allégret y Jean Choux : Payen-Laurel
- 1945 : Boule de suif de Christian-Jaque: Edmond Carré-Lamadon
- 1946 : L'Affaire du Grand Hôtel de André Hugon
- 1946 : Jericho d'Henri Calef : Dietrich
- 1946 : Messieurs Ludovic de Jean-Paul Le Chanois : Ernest
- 1946 : Impasse de Pierre Dard : M. Dubois
- 1946 : L'Insaisissable Frédéric de Richard Pottier : Petithunier
- 1946 : La Rose de la mer de Jacques de Baroncelli : Sidobre
- 1946 : L'Affaire du collier de la reine de Marcel L'Herbier : Boehmer
- 1947 : Les Chouans de Henri Calef
- 1947 : Rumeurs de Jacques Daroy : le coiffeur
- 1947 : Le Diable au corps de Claude Autant-Lara : M. Marin
- 1947 : Carrefour du crime de Jean Sacha
- 1948 : La Dame d'onze heures de Jean-Devaivre : el portero
- 1948 : Danse de mort de Marcel Cravenne : el sargento
- 1949 : La Louve de Guillaume Radot : Dermont
- 1949 : Un trou dans le mur de Émile Couzinet
- 1949 : La Ferme des sept péchés de Jean-Devaivre : el juez de instrucción
- 1949 : Mademoiselle de La Ferté de Roger Dallier : Destrouesse
- 1950 : Amour et compagnie de Gilles Grangier: un miembro del consejo de administración
- 1950 : Cartouche, roi de Paris de Guillaume Radot : Bourguignon
- 1951 : Dakota 308 de Jacques Daniel-Norman : Violette
- 1951 : Gibier de potence de Roger Richebé : M. Paul
- 1951 : Agence matrimoniale de Jean-Paul Le Chanois
- 1952 : Trois femmes de André Michel : M. Torcheboeuf (episodio L'Héritage)
- 1952 : Le Plaisir de Max Ophüls : M. Vasse - le juge (episodio La Maison Tellier)
- 1952 : Les Belles de nuit de René Clair : le vieux gentleman
- 1952 : Le Chemin de Damas de Max Glass
- 1953 : La Loterie du bonheur de Jean Gehret
- 1954 : L'Affaire Maurizius de Julien Duvivier : el consejero
- 1955 : Nana de Christian-Jaque : Venot
- 1955 : Les Grandes Manœuvres de René Clair: Arthur
- 1955 : Marguerite de la nuit de Claude Autant-Lara : Dr. Faust
- 1956 : Si Paris nous était conté de Sacha Guitry: un monje
- 1956 : Villa sans souci de Maurice Labro
- 1956 : Mitsou de Jacqueline Audry : Beauty
- 1961 : Le Farceur de Philippe de Broca : Théodose
- 1961 : Auguste de Pierre Chevalier : Boyer de l'Ain
- 1961 : Les Amours célèbres de Michel Boisrond : Saint-Simon (episodio Lauzun)
- 1963 : Les Vierges de Jean-Pierre Mocky: un invité du repas
- 1964 : L'Enfer de Henri-Georges Clouzot : Balandière (filme inconcluso)
- 1965 : La Communale de Jean L'Hôte : el padre Bigeard
- 1966 : Le Roi de cœur de Philippe de Broca: Alberic

### Televisión
- 1960 : Cyrano de Bergerac después de Edmond Rostand : los Capuchinos
- 1961 : Les Femmes de bonne humeur : Lucas.
- 1962 : Le Théâtre de la jeunesse : Savelitch
- 1963 : Tous ceux qui tombent : Sr. Tyler.
- 1963 : La Chasse ou L'amour ravi
- 1965 : Belphégor ou le Fantôme du Louvre por Claude Barma : Graindorge, el viejo caballero que archiva recortes de periódicos en latas - (1.er episodio).
- 1967 : Les Sept de l'escalier quinze B (telenovela)

### Cortometrajes
- 1913 : Combat de boxe, une producción Gaumont
- 1928 : L'Étoile de mer
- 1932 : Hortense a dit j'm'en f... de Jean Bernard-Derosne
- 1932 : La Claque de Robert Péguy
- 1935 : Le Commissaire est bon enfant, le gendarme est sans pitié de Jacques Becker

### Decorador
- 1922 : Don Juan Tenorio
- 1936 : El Castigador castigado

## Teatro

### Actor
- 1921 : Les Détraqués, Théâtre des Deux Masques
- 1922 : La Peur, Théâtre des Deux Masques, 10 de enero
- 1922 : Solitude, Théâtre des Deux Masques, 9 de mayo
- 1923 : Une main dans l'ombre de Pierre Palau y Jean Velu, Théâtre des Deux Masques, 14 de mayo
- 1935 : El hombre en la sombra de Pierre Palau y Maurice Leblanc de Le Chapelet rouge de Maurice Leblanc, Théâtre des Deux Masques, 11 de diciembre
- 1937 : Qui ?... Pourquoi ?... Comment ?... de Pierre Palau et Joseph Jacquin, Théâtre Charles de Rochefort, 13 de febrero

### Cómico
- 1916 : L'École du piston de Tristan Bernard, Théâtre Antoine
- 1922 : My Love... Mon Amour de Tristan Bernard, Théâtre Marigny
- 1937 : Rêves sans provision de Ronald Gow, dirigida por Alice Cocéa,Comédie des Champs-Élysées
- 1949: La Corde au cou de Jean Guitton, dirigida por A. M. Julien, Théâtre Sarah Bernhardt
- 1949 : La Perle de la Canebière de Eugène Labiche y Marc-Michel, misma escena de André Barsacq, Théâtre de l'Atelier
- 1954 : Le Rendez-vous de Senlis de Jean Anouilh, misma escena de André Barsacq, Théâtre de l'Atelier
- 1957 : César et Cléopâtre de George Bernard Shaw, misma escena de Jean Le Poulain, Théâtre Sarah-Bernhardt
- 1957 : Un remède de cheval de Leslie Sands, misma escena de Jean Dejoux, Théâtre Charles de Rochefort
- 1958 : Les Trois Coups de minuit de André Obey, mise escena de Pierre Dux, Théâtre de l'Œuvre
- 1959 : Le Crapaud-buffle d'Armand Gatti, misma escena de Jean Vilar, Théâtre Récamier
- 1959 : Le Client du matin de Brendan Behan, misma escena de Georges Wilson, Théâtre de l'Œuvre
- 1960 : Piège pour un homme seul de Robert Thomas, misma escena de Jacques Charon, Théâtre des Bouffes-Parisiens